# (18723) 1998 JO1
1998 جاي أو 1 (ويعرف أيضًا باسم (18723) 1998 جاي أو 1 وفق تسمية الكوكب الصغير) (بالإنجليزية: 1998 JO1)‏ هو كويكب ضمن حزام الكويكبات؛ وترتيبه 18723 من حيث الاكتشاف.
اكتُشف هذا الجُرم الفلكي بواسطة تعقب الأجرام القريبة من الأرض في 1 مايو 1998.

## وصلات خارجية
- (18723) 1998 JO1 في قاعدة بيانات مختبر الدفع النفاث لأجرام النظام الشمسي الصغيرة

- الاكتشاف · مخطط المدار ·  العناصر المدارية · المعلمات المادية

- (18723) 1998 JO1 على موقع ويكي سكاي: DSS2, SDSS, GALEX, IRAS, Hydrogen α, X-Ray, Astrophoto, Sky Map, Articles and images